# Dominic Sherwood
Dominic Anthony Sherwood (Royal Tunbridge Wells, 6 febbraio 1990) è un attore e modello britannico.

## Biografia
Dominic Sherwood è cresciuto nel Kent; dopo aver studiato recitazione e teatro, si è trasferito per sei mesi all'estero e, al ritorno a Londra, ha iniziato a lavorare in diverse opere teatrali prima di firmare con un'agenzia e dedicarsi alla televisione e al cinema. 
Il suo primo ruolo è stato nel 2010 nella terza stagione della serie televisiva The Cut nel ruolo di Jack Simmons. Dopo ruoli minori in varie serie televisive britanniche e nel film Not Fade Away, nei panni di un giovane Mick Jagger, Sherwood ottiene il suo primo ruolo importante nel film Vampire Academy del 2014 nella parte di Christian Ozera. Nel 2015 ottiene popolarità grazie alla sua partecipazione al video musicale di Taylor Swift, Style. 
Il 20 aprile 2015 viene scelto per interpretare Jace Herondale, nella serie televisiva Shadowhunters, l'adattamento televisivo della serie di best seller The Mortal Instruments di Cassandra Clare, che viene trasmessa da Freeform dal 12 gennaio 2016. 
Nel 2016 fa parte del cast di Billionaire Ransom, diretto da Jim Gillespie, accanto a Ed Westwick, Jeremy Sumpter e Phoebe Tonkin.

## Vita privata
Sherwood è affetto da eterocromia infatti uno dei suoi occhi è blu, mentre l'altro è per 2/3 blu e per 1/3 marrone.

## Filmografia

### Cinema
- Not Fade Away, regia di David Chase (2012)
- Vampire Academy, regia di Mark Waters (2014)
- Billionaire Ransom, regia di Jim Gillespie (2016)
- Don't Sleep, regia di Rick Bieber (2017)

### Televisione
- The Cut – serie TV, 11 episodi (2010)
- Sadie J – serie TV, episodio 1x09 (2011)
- Mayday – miniserie TV, 1 puntata (2013)
- Shadowhunters – serie TV, 55 episodi (2016-2019)
- Modern Family – serie TV, episodio 7x21 (2016)
- Penny Dreadful: City of Angels – serie TV, 10 episodi (2020)
- Partner Track – serie TV, 10 episodi (2022)

## Videografia
- 2013 - I Want You To Know di Tchengiz
- 2013 - Plane (Jason Mraz's cover) di Dominic Sherwood e Alex Daoude
- 2013 - Song for a friend (Jason Mraz's cover) di Dominic Sherwood
- 2015 - Style di Taylor Swift

## Teatro
- Il processo
- Romeo e Giulietta
- Istinti animali
- Agamemnon

## Doppiatori italiani
Nelle versioni in italiano dei suoi lavori, Dominic Sherwood è stato doppiato da:
- Alessandro Campaiola in Shadowhunters
- Federico Campaiola in Modern Family
- Alessandro Capra in Penny Dreadful: City of Angels
- Fabrizio De Flaviis in Partner Track